# Lex specialis
Доктрина Lex specialis, која се такође назива generalia specialibus non derogant („опште не дерогира од посебног“), наводи да ако два закона уређују исту чињеничну ситуацију, закон који регулише одређену материју (lex specialis) има предност над законом којим се уређују само општа питања (lex generalis). Доктрина, призната и у правној теорији и пракси, може се применити и у контексту домаћег и међународног права. Назив потиче од пуне изјаве доктрине, правне максиме на латинском: Lex specialis derogat legi generali.
Доктрина обично долази у обзир у погледу изградње раније донетих специфичних закона када се касније донесу општији закони. Међутим, према доктрини „lex posterior derogat legi priori“, lex specialis би се примењивао тако да млађи посебни закон има предност над старијим општим законом.
Може се претпоставити да су законодавци планирали да прегласе претходни закон. Постоји и став да сукобе норми треба избегавати систематским тумачењем. Начело се такође примењује на изградњу корпуса закона или једног закона који садржи и посебне и опште одредбе.